# Bogovići (Malinska-Dubašnica)
 Bogovići  (olaszul: Bogovici) falu Horvátországban Tengermellék-Hegyvidék megyében. Közigazgatásilag Malinska-Dubašnica községhez tartozik.

## Fekvése
Krk északnyugati részén a tengerparttól mintegy 500 méterre Malinskával összenőve fekszik. A szigetnek ezt a részét, ahova Bogovići és a környező települések is tartoznak régi székhelyéről Dubašnicának hívják.

## Története
Nevét egykori lakóiról a Bogović családról kapta, melynek tagjai közül ma is sokan élnek a szigeten főként Sveti Anton környékén. Krk szigetét 1480-ig Velence vazallusaiként a Frangepánok igazgatták. Dubašnica volt a Krk-sziget egyetlen része, ahol ebben a korban városi település nem alakult ki. Ezt a vidéket egykor nagy kiterjedésű erdők és köztük legelők borították, az újonnan érkező lakosság azonban fokozatosan szántókká változtatta. Dubašnica egykori központja Bogovići volt, mivel itt áll a plébániatemplom. A település mára már egészen egybeolvadt Malinskával. A sziget 1480-tól közvetlenül Velencei Köztársasághoz tartozott. A napóleoni háborúk egyik következménye a 18. század végén a Velencei Köztársaság megszűnése volt. Napóleon bukása után Krk is osztrák kézre került, majd a 19. század folyamán osztrák uralom alatt állt. 1867-től 1918-ig az Osztrák-Magyar Monarchia része volt. 1857-ben 160, 1910-ben 194 lakosa volt.
Az új dubašljanskai plébániatemplom építésének szükségessége már a 18. század végén felvetődött, elsősorban a régi Szent Apollónia templom egyre romló állapota miatt. Ez a 12. századból származó rozzant régi templom nem a mai helyén, hanem a ma már nem létező Dubašnici faluban az azonos nevű termékeny mező közepén állt. A templomot ekkor még megújították, de már 1834-ben megtiltották, hogy istentiszteletet tartsanak benne. Az új plébániatemplomot végül 1857-ben itt építették fel. A szomszédos Malinska fejlődése az 1880-as években az első turistahajók érkezésével indult meg. Ez a lakosság számának növekedésében is megmutatkozott és a két település fokozatosan egybeolvadt. Az Osztrák–Magyar Monarchia bukását rövid olasz uralom követte, majd a település a Szerb–Horvát–Szlovén Királyság része lett. A második világháború idején előbb olasz, majd német csapatok szállták meg. A háborút követően újra Jugoszlávia, majd az önálló horvát állam része lett. 2011-ben 314 lakosa volt.

## Nevezetességei
- Szent Apollónia tiszteletére szentelt plébániatemploma[6] a 19. században épült a korábbi kápolna helyén. Az új plébániatemplom 1857-ben épült fel úgy, hogy szentélyét a korábbi Kármelhegyi Boldogasszony kápolnából alakították ki. Ehhez építették hozzá a templom három hajóját, melyeket négy zömök, szilárd alapozású oszloppal választottak el egymástól. A templom a régi megszokottól eltérő kelet-nyugati tájolással épült fel. Az északi és a déli mellékhajóban egy-egy oldalbejáratot nyitottak és két félköríves kápolnát is építettek bennük márvány oltárokkal. Az északi hajó 1644-ben épített barokk Kármelhegyi Boldogasszony oltárát a régi kápolnából hozták át, ahol korábban főoltárként funkcionált. Az oltár két márványszobra Avilai Szent Terézt és Keresztelő Szent Jánost ábrázolja. Az oltárképen a tisztítótűz felett lebegő Boldogasszony látható. A déli kápolna 1709-ből származó barokk oltárán a Rózsafüzér királynője van ábrázolva, melyet a régi plébániatemplomból hozták át. A szentély márvány főoltára Szent Apollónia képével szintén barokk stílusú. A templommal egy időben 1856-ban épült a templomtól 13 méterre álló 28 méter magas harangtorony. A templomot 2007-ben szinte teljesen megújították.[4]
- Védőszentjének ünnepe egyúttal a község búcsúnapja, melyet hagyományosan minden évben megünnepelnek.

## Lakosság
| Lakosság változása | Lakosság változása | Lakosság változása | Lakosság változása | Lakosság változása | Lakosság változása | Lakosság változása | Lakosság változása | Lakosság változása | Lakosság változása | Lakosság változása | Lakosság változása | Lakosság változása | Lakosság változása | Lakosság változása | Lakosság változása |
| ------------------ | ------------------ | ------------------ | ------------------ | ------------------ | ------------------ | ------------------ | ------------------ | ------------------ | ------------------ | ------------------ | ------------------ | ------------------ | ------------------ | ------------------ | ------------------ |
| 1857               | 1869               | 1880               | 1890               | 1900               | 1910               | 1921               | 1931               | 1948               | 1953               | 1961               | 1971               | 1981               | 1991               | 2001               | 2011               |
| 160                | 176                | 210                | 196                | 211                | 194                | 183                | 195                | 144                | 141                | 137                | 110                | 107                | 173                | 163                | 314                |